# She Came In Through the Bathroom Window
〈She Came In Through the Bathroom Window〉는 폴 매카트니(레논-매카트니)가 작곡한 곡으로 비틀즈가 《Abbey Road》라는 음반에서 비틀즈가 작곡한 곡으로, 그 뒤를 이어 〈Golden Slumbers〉이 있다.